# María Fernanda Cabal
Pour les articles homonymes, voir Cabal.
María Fernanda Cabal née à Cali le 8 août 1964 est une femme politique et chef d'entreprise colombienne. Elle est députée de 2014 à 2018, puis sénatrice depuis 2018 pour le parti Centre démocratique.

## Biographie

### Carrière professionnelle
María Fernanda Cabal Molina, née à Cali le 8 août 1964, est issue d'une famille bourgeoise, propriétaire de la sucrerie de Pichichí depuis plusieurs générations. Après avoir obtenu un diplôme en science politique à l'Université des Andes, elle travaille pour la Kettering Foundation. Elle crée ensuite une agence de voyages pour étudiants, Student Travel Center.
En 2006, sous l'administration d'Álvaro Uribe, elle est nommée au bureau du procureur général en tant que directrice des affaires internationales. Elle démissionne un an plus tard à la suite d'une controverse provoquée par sa remise en cause de la décision d'un procureur des droits de l'homme d'incriminer 69 militaires au procès du massacre de San José de Apartadó, au cours duquel des militaires et paramilitaires avaient exécuté huit civils dont plusieurs enfants.
En 2007, elle crée la Fondation colombienne pour l'élevage (Fundagan), le bras social du syndicat de l'élevage Fedegan - dirigé par son époux José Félix Lafaurie.

### Carrière politique
Lors des élections législatives de 2014, María Fernanda Cabal fait partie de la liste pour la Chambre des représentants de Bogotá du parti politique Centre démocratique, dirigé par l'ancien président Álvaro Uribe. Elle est élue représentante pour le mandat 2014-2018, prenant ses fonctions le 20 juillet 2014. Pour les élections législatives de 2018, elle fait partie de la liste du parti pour le Sénat et est élue.
Elle présente sa candidature à la primaire du Centre démocratique pour l'élection présidentielle de 2022 et reçoit notamment le soutien de l'ancien vice-président Francisco Santos. Elle défend la légalisation du port d'armes, le libéralisme économique, la réduction des dépenses publiques et des impôts, ou encore l'annulation de l'accord de paix signé en 2016 entre le gouvernement et la guérilla des FARC. Elle revendique une proximité avec le président brésilien Jair Bolsonaro.

#### Prises de position et controverses
Connue pour sa virulence verbale, elle fait l'objet de plusieurs polémiques. Elle se réjouit publiquement en 2014 de la mort de l'écrivain Gabriel García Márquez, estimant qu'il serait en enfer en raison de son soutien au révolutionnaire et dirigeant cubain Fidel Castro. Lors des attentats de Paris en 2015 elle publie sur les réseaux sociaux une série de messages emprunts de sarcasme et d'humour noir jugés irrespectueux envers les victimes,.
Elle considère la Juridiction spéciale pour la paix (JEP) comme un tribunal illégitime et décrit le scandale des faux positifs (exécution de milliers de civils par l'armée colombienne) comme « une invention de la gauche ». Elle a par ailleurs affirmé qu'il n'y avait pas eu de personnes disparues lors de la prise du palais de justice de Bogota en 1985 ou que le massacre des bananeraies était un « mythe historique »,. Elle dénonce les manifestations de 2021 en Colombie comme étant une « guérilla financée par le trafic de drogue ».